# Stenlus

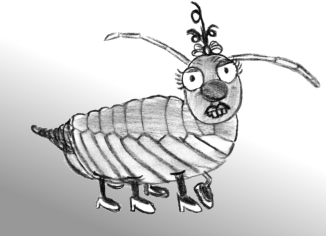
Stenlus (hona)

Stenlusen är ett fiktivt djur som uppfanns av den tyska komikern Loriot.
Lusen förekommer i en parodi från 1976 av TV-programmet Ein Platz für Tiere som förestods av den tyska zoologen Bernhard Grzimek. Enligt Loriot har stenlusen stenar som föda och den är ett allvarligt hot för byggnadsverk. Djuret blev sedan under det påhittade vetenskapliga namnet Petrophaga lorioti ett vetenskapligt skämt som återkommer i flera vetenskapliga avhandlingar.
Stenlusen upptogs bland annat i den mediciniska ordboken Pschyrembel. Den används som exempel i avhandlingar som förklarar vetenskaplig citation och den förekommer i broschyrer som utgavs av staden Zürich. I broschyren nämns dessutom nära släktingar till den vanliga stenlusen som lever på njursten och gallsten. I ett häfte för tandläkare publiceras upptäckten av en art som lever av tandsten.